# Europaparlamentsvalet i Frankrike 2014
Europaparlamentsvalet i Frankrike 2014 ägde rum söndagen den 25 maj 2014. Sedan valet 2009 har Frankrike tilldelats ytterligare två mandat, så att det totala antalet mandat uppgår till 74.
Inför valet hade mittenpartierna Demokratiska rörelsen och Unionen av demokrater och oberoende gått samman för att bilda en gemensam pro-europeisk valallians. Vinnare i valet blev det euroskeptiska och högerextrema partiet Front National, med omkring 25 % av rösterna.
Efter valet kritiserade flera franska Europaparlamentariker media för att inte ha bevakat valet tillräckligt mycket, vilket enligt dem banade vägen för Front Nationals framgångar

## Opinionsmätningar
| Datum      | Opinionsmätning            | UMP         | PS          | MoDem     | EE          | DLR       | FG        | MPF       | FN        | Mandat |
| ---------- | -------------------------- | ----------- | ----------- | --------- | ----------- | --------- | --------- | --------- | --------- | ------ |
| 2014-01-17 | Ifop                       | 18 (21 %)   | 15 (18 %)   | 9 (11 %)  | 6 (7 %)     | 0 (2.5 %) | 7 (9 %)   | –         | 19 (23 %) | 74     |
| 2013-10-09 | Ifop                       | 18 (22 %)   | 15 (19 %)   | 9 (11 %)  | 4 (6 %)     | 0 (2 %)   | 8 (10 %)  | –         | 20 (24 %) | 74     |
| 2009-06-07 | Europaparlamentsvalet 2009 | 29 (27,9 %) | 14 (16,5 %) | 6 (8,5 %) | 14 (16,3 %) | 0 (0,0 %) | 5 (6,5 %) | 1 (6,7 %) | 3 (6,3 %) | 72     |

## Valresultat
|                                                                                                |          |  |            |        |
|                                                                                                | Andel    |  | Antal      | Mandat |
| Front National                                                                                 | 24,86 %  |  | 4 712 461  | 24     |
| Front National                                                                                 | +18,52 % |  | ±0         | +21    |
| Union pour un Mouvement Populaire                                                              | 20,80 %  |  | 3 943 819  | 20     |
| Union pour un Mouvement Populaire                                                              | -7,07 %  |  | ±0         | -7     |
| Socialistiska partiet                                                                          | 13,98 %  |  | 2 650 357  | 13     |
| Socialistiska partiet                                                                          | -2,5 %   |  | ±0         | ±0     |
| Demokratiska rörelsen                                                                          | 9,94 %   |  | 1 884 565  | 7      |
| Demokratiska rörelsen                                                                          | +1,48 %  |  | ±0         | -2     |
| Europe Écologie                                                                                | 8,95 %   |  | 1 696 442  | 6      |
| Europe Écologie                                                                                | -7,33 %  |  | ±0         | -9     |
| Vänsterfronten                                                                                 | 6,61 %   |  | 1 252 730  | 4      |
| Vänsterfronten                                                                                 | +0,13 %  |  | ±0         | -1     |
| Mouvement pour la France                                                                       | 0,00 %   |  | 0          | 0      |
| Mouvement pour la France                                                                       | -6,74 %  |  | ±0         | -1     |
| Övriga partier och kandidater                                                                  | 14,96 %  |  | 2 835 387  | 0      |
| Övriga partier och kandidater                                                                  | ±0 %     |  | ±0         | ±0     |
| Ogiltiga och blanka röster                                                                     | 4,04 %   |  | 797 504    | 0      |
| Ogiltiga och blanka röster                                                                     | ±0 %     |  | ±0         | ±0     |
| Valdeltagande                                                                                  | 42,43 %  |  | 19 753 140 | 74     |
| Valdeltagande                                                                                  | +1,71 %  |  | ±0         | ±0     |
| Antal röstberättigade 46 555 253 00 EPP 00 S&D 00 ALDE 00 G/EFA 00 ECR 00 GUE/NGL 00 EFD 00 NI |          |  |            |        |